# Projektion (Psychoanalyse)
Projektion bezeichnet in der Psychoanalyse allgemein und unabhängig von Schulen einen Abwehrmechanismus zur Vermeidung der Auseinandersetzung mit eigenen psychischen Inhalten oder Konflikten wie Affekten, Emotionen, Impulsen oder Wünsche. Der Begriff umfasst das Übertragen und Verlagern innerpsychischer Inhalte oder eines innerpsychischen Konfliktes, die im Widerspruch zu eigenen und/oder gesellschaftlichen Normen stehen können, auf andere Personen, Menschengruppen, Lebewesen oder Objekte der Außenwelt.
Projektion wird oft als Synonym für die enger gefasste Übertragung verwendet, die eine spezielle Form der Projektion darstellt.

## Etymologie
Das Wort Projektion kommt von lateinisch proicio, was ‚hinwerfen‘ und ‚vorwerfen‘ bedeutet. Auch der psychologische Begriff der Projektion kann umgangssprachlich grob als (unbewusster) Vorwurf übersetzt werden, und als ein „Hineinsehen“ von etwas in eine Person oder Situation gedeutet werden, was dort nicht oder nicht im vorgeworfenen Ausmaß vorhanden ist.

## Definitionen nach Schulen

### Psychoanalyse
In der Psychoanalyse nach Sigmund Freud versteht man unter Projektion einen Abwehrmechanismus, bei dem eigene, unerwünschte Impulse z. B. im Sinne von Gefühlen und Wünschen einem anderen Menschen (oder Gegenstand) zugeschrieben werden. Freud schrieb:

„Projektion ist das Verfolgen eigener Wünsche in anderen.“

### Analytische Psychologie
1. Grundlagen
Die Analytische Psychologie nach Carl Gustav Jung versteht unter Projektion das Zuschreiben von in der eigenen Psyche vorhandenen, unter Umständen archetypischen Inhalten an andere Personen oder auf materielle Objekte: „Projektion bedeutet die Hinausverlagerung eines subjektiven Vorganges in ein Objekt; ... indem ein subjektiver Inhalt dem Subjekt entfremdet und gewissermaßen dem Objekt einverleibt wird“. Gegenstand der Projektion seien sowohl „peinliche, inkompatible Inhalte, derer sich das Subjekt entledigt, wie auch positive Werte, die dem Subjekt aus irgendwelchen Gründen, zum Beispiel infolge Selbstunterschätzung, unzugänglich sind.“ Zugleich sah Jung die Projektion als den allgemeinen Vorgang an, das eigene im anderen zu sehen, denn „so projizieren wir doch ungescheut und naiv unsere eigene Psychologie in den Mitmenschen“. Auch alle „Inhalte unseres Unbewußten sind konstant projiziert in unsere Umgebung“; und nur wenn diese Projektionen als „Imagines“, als „Symbolträger“ durchschaut würden, „gelingt es uns, sie von den wirklichen Eigenschaften derselben [Objekte] zu unterscheiden.“ Jung sieht in der Projektion einen natürlichen und immer unbewussten Vorgang; sie „ist aber erst dann als Projektion zu bezeichnen, wenn die Notwendigkeit der Auflösung der Identität mit dem Objekt eingetreten ist“, weil sie „Gegenstand der Kritik geworden ist, sei es der eigenen Kritik des Subjektes, sei es der Kritik eines anderen“. Dann sei eine Projektionsrücknahme für die soziale oder persönliche Entwicklung hilfreich, für die vorher vielleicht die Projektion hilfreiche Brücken gebaut hatte.
2. Projektion archetypischer Inhalte
Jung meinte, die „gesamte Mythologie wäre eine Art Projektion des kollektiven Unbewußten. ... So wie die Konstellationsbilder an den Himmel projiziert werden, so wurden ähnliche und andere Figuren in Legenden und Märchen oder auf historische Personen projiziert.“ Auch die polytheistischen Götterwelten entsprechen nach Jung einer Projektion archetypischer Muster menschlicher Urerfahrungen, z. B. des Paares „Weiblich-Männlich“ oder des „Vaters“, auf Göttergestalten.
Es werden z. B. beschrieben:
- „Der Archetypus der Mutter bildet die Grundlage des sogenannten Mutterkomplexes“,[6] Die Projektion des Mutterarchetyps auf die persönliche Mutter bzw. andere Frauen kann zu einer Vielzahl psychischer Störungen führen,[7] u. a. dem von Sigmund Freud beschriebenen Ödipuskomplex. Jung beschrieb auch zahlreiche positive Wirkungen des Mutterkomplexes.[8]
- Die Projektion des Schattens, also unbeliebter eigener Eigenschaften, Wünsche und Taten – vor allem solcher, die mit gesellschaftlichen Normen in Konflikt stehen, oder für die sich der Projizierende schämt – auf andere Menschen, um sich selbst von diesen distanzieren zu können. Es handelt sich um einen Abwehrmechanismus zur Bewältigung der Negativanteile der eigenen Persönlichkeit. Dieser Abwehrmechanismus führt aber häufig zu sozialen Konflikten, bis hin zu der Verfolgung von Minderheiten und Krieg.

Eine weitere Form von Projektion umfasst das Hineinlegen eigener Vorstellungen in mächtigere Personen oder Wesen, um diesen Rechtfertigung und Nachdruck zu verleihen. Beispiele für diese Form der Projektion finden sich bei Puritanern oder Fundamentalisten: „Gott will, dass alle Ungläubigen bekehrt werden“.

## Weiterführende Begriffe

### Projektive Identifikation
Die über die Projektion hinausgehende projektive Identifizierung ist das Konzept eines psychischen Mechanismus, der mit der Schule von Melanie Klein im Zusammenhang mit ihren Forschungen zu frühkindlichen Abwehrmechanismen beschrieben und weiterentwickelt wurde. Sie bewirkt, dass der Mensch, welcher Ziel der Projektion ist, sich in seinem Verhalten den Erwartungen des Projizierenden anzugleichen beginnt und diese im Rahmen von dessen manipulierendem Verhalten erfüllt. Dabei richtet der Projizierende seine Wahrnehmung des Gegenübers nach seinen eigenen Maßstäben aus, d. h. was in die eigenen Vorstellungen passt, wird bevorzugt wahrgenommen, wohingegen nicht Passendes nicht oder weniger gewertet wird (selektive Wahrnehmung). Das interpersonelle Manipulieren ist hierbei die nicht nur hinreichende, sondern sogar notwendige Voraussetzung für die Diagnose eines Vorliegens der projektiven Identifikation. So werden durch provozierendes oder verführendes Verhalten bei dem Menschen, der Ziel der Projektion ist, diejenigen Verhaltensweisen hervorgerufen, die der Projizierende erwartet. Die Klein’sche Schule legt hierbei noch nicht fest, was in dem projektiv Identifizierten das erwünschte Verhalten auslöst, wobei spätere Schulen den interaktionellen Anteil zur Definition voraussetzen. Manche Therapeuten sehen die projektive Identifikation als sehr archaischen Abwehrmechanismus an und sehen ihn nur in frühen Störungen, wohingegen andere Therapeuten diesen Mechanismus auch bei anderen Störungsbildern sehen.

### Institutionelle Abwehr
Der Begriff institutionelle Abwehr wurde von Stavros Mentzos vorgeschlagen. Als Synonyme für institutionelle Abwehr werden auch Begriffe wie psychosoziale Kompromisslösung und psychosoziales Arrangement gebraucht (s. a. Annelise Heigl-Evers). Als gleichbedeutend wird auch der von Jürg Willi geprägte Begriff Kollusion verwendet.
Die Autoren Hoffmann und Hochapfel verwenden den Begriff psychosoziale Abwehr. Er besagt, dass zivile Personen wie auch Institutionen Abwehr und kompensatorische Funktionen ausüben können. Die Bedeutung des Begriffs ist als in sich gegensätzlich zu verstehen. Einmal können die von der Institution angebotenen Rollen vom einzelnen zum Zweck der individuellen neurotischen Abwehr benutzt werden, andererseits übernehmen Institutionen sekundär die Befriedigung neurotischer Bedürfnisse. Interpersonelle und institutionelle Abwehr gehören zu den am häufigsten vertretenen und auch in der Öffentlichkeit eingenommenen Abwehrmechanismen (s. a. Stavros Mentzos). Es erscheint gerechtfertigt, die institutionelle und interpersonelle Abwehr als Unterformen der Projektion zu betrachten, da es sich bei diesen Abwehrformen um eine Externalisierung handelt: Ein innerseelischer Konflikt wird in eine reale zwischenmenschliche und zuweilen soziale oder institutionelle Beziehung verlagert.
Diese Ähnlichkeit und das Zusammenwirken von intraindividueller und interindividueller Balance wird insbesondere von Jürg Willi hervorgehoben. Erich Neumann spricht von einer Psychologie des Sündenbocks als eine ethische Primitivform. Sie deckt sich mit dem universalgeschichtlich zu verfolgenden Entwicklungsstadium der Gruppenidentität bzw. mit dem entwicklungsgeschichtlichen Stadium des Narzissmus.
Dabei kommt es zu einem Kreislauf der Gewalt als äußere Ausgrenzung in Form von Projektion auf der Objektstufe (z. B. Fremdenhass) und innerpsychischer Abspaltung (Schattenproblem). Dieser Schatten führt erneut zur Projektion auf die Politik bzw. auf extremistische politische Gruppierungen. Hierdurch werden alle mit dem wertidentischen Bewusstsein nicht übereinstimmenden Inhalte auf eine Person oder Personengruppe übertragen, die – möglicherweise im Umweg über politische Institutionen – nun zur Zielscheibe aller verdrängten destruktiven Affekte wird (z. B. Achse des Bösen).

## Medien
- Cécile Loetz, Jakob Müller: Projektion – Projektive Identifizierung. In: Rätsel des Unbewußten. Podcast zur Psychoanalyse und Psychotherapie (Folge 42).